# ホソバトリカブト
ホソバトリカブト（細葉鳥兜、学名：Aconitum senanense）は、キンポウゲ科トリカブト属の疑似一年草、有毒植物。高山植物。別名、アカイシトリカブト。

## 特徴
地下の塊根は径1-4cmになる。形態的変異が著しく、茎は草原に生えるときは直立し、林内や林縁に生えるときは斜上して上部は湾曲し、高さ・長さは15-200cmになる。茎は中部でよく分枝するが、枝は茎に対して鋭角的に出るがあまり伸長せず、枝の上部に屈毛が生える。根出葉と下部の茎葉は、ふつう花時には枯れて存在しないが、ときに生存する。中部の茎葉の葉柄は長さ1.5-9cmになり、ふつう屈毛が生え、ときに開出毛が生える。中部の茎葉の葉身は腎円形で、長さ7-14cm、幅6-15cmになり、3つに中裂～深裂し、裂片はさらに羽状に深裂して、終裂片は幅1-3mmの線形から披針形になる。
花期は8-10月。花序は長さ5-27cmになり、風衝草原では散房状に、標高の低い場所では総状になり、1-15個ほどの花がつき、上部から下部に向かって開花する。花柄は長さ1-9cm、斜上し、全体に開出毛が生え、上部には腺毛が混じる。花柄の小苞は中部に1対つき、線形から披針形で長さ4-9mmになる。花は青紫色から青色、まれに黄白色で、長さは3-4cmになる。花弁にみえるのは萼片で、上萼片1個、側萼片2個、下萼片2個の5個で構成される。かぶと状になる上萼片は背の低い円錐形になり、長さ17-27mm、幅15-20mmで、前方の嘴はやや長くとがる。萼片の外面、内面、縁に開出毛が生える。花弁は上萼片の中にかくれて見えないが、柄、舷部、蜜を分泌する距、唇部で構成される。1対あり、無毛ときに有毛で、柄は長さ13-20mm、舷部は長さ8-16mmあって距に向かって強くふくらみ、距は短くて嚢状、または太く長く、180度近くに内曲し、唇部は長さ2-5mmになり、先端は浅く2裂し、反り返る。雄蕊は多数あり、開出毛が密生し、雌蕊は3-5個あり、斜上毛が生え腺毛が混じる。果実は長さ9-12mmの袋果になり、斜開する。種子は長さ4mmになる。染色体数2n=32の4倍体種である。 

## 分布と生育環境
日本固有種。本州の日光白根山、関東山地、木曽山脈北部、八ヶ岳、赤石山脈に分布し、高山帯から亜高山帯の草原や低木林の林内、林縁に生育する。

## 名前の由来
和名ホソバトリカブトは、「細葉鳥兜」の意。ヤマトリカブト A. japonicum などと比べ、葉の終裂片が細いからいう。
種小名（種形容語）senanense は、「信濃の」「信州の」の意味。

## 分類
ホソバトリカブトは、トリカブト属トリカブト亜属 Subgenus Aconitumのうち、花弁の舷部が距に向かって膨大するキヨミトリカブト節 Section Euchylodea に属し、同節のうち、花はふつう花序の上から下に向かって開花するヤマトリカブト列 Series Japonica に分類される。ヤマトリカブト列に属する日本に分布する種のうち、高山帯から亜高山帯に生育する種（高山植物）としては、タカネトリカブト Aconitum zigzag、キタダケトリカブト A. kitadakense、ミヤマトリカブト A. nipponicum および本種が属する。タカネトリカブトは花柄と上萼片が無毛、キタダケトリカブトとミヤマトリカブトは花柄と上萼片に屈毛が生える、本種は花柄と上萼片に開出毛と腺毛が生えることが異なる点である。キタダケトリカブトは赤石山脈北岳山頂付近の石灰岩地に特産で、背丈が低い小型の種である。

## ギャラリー

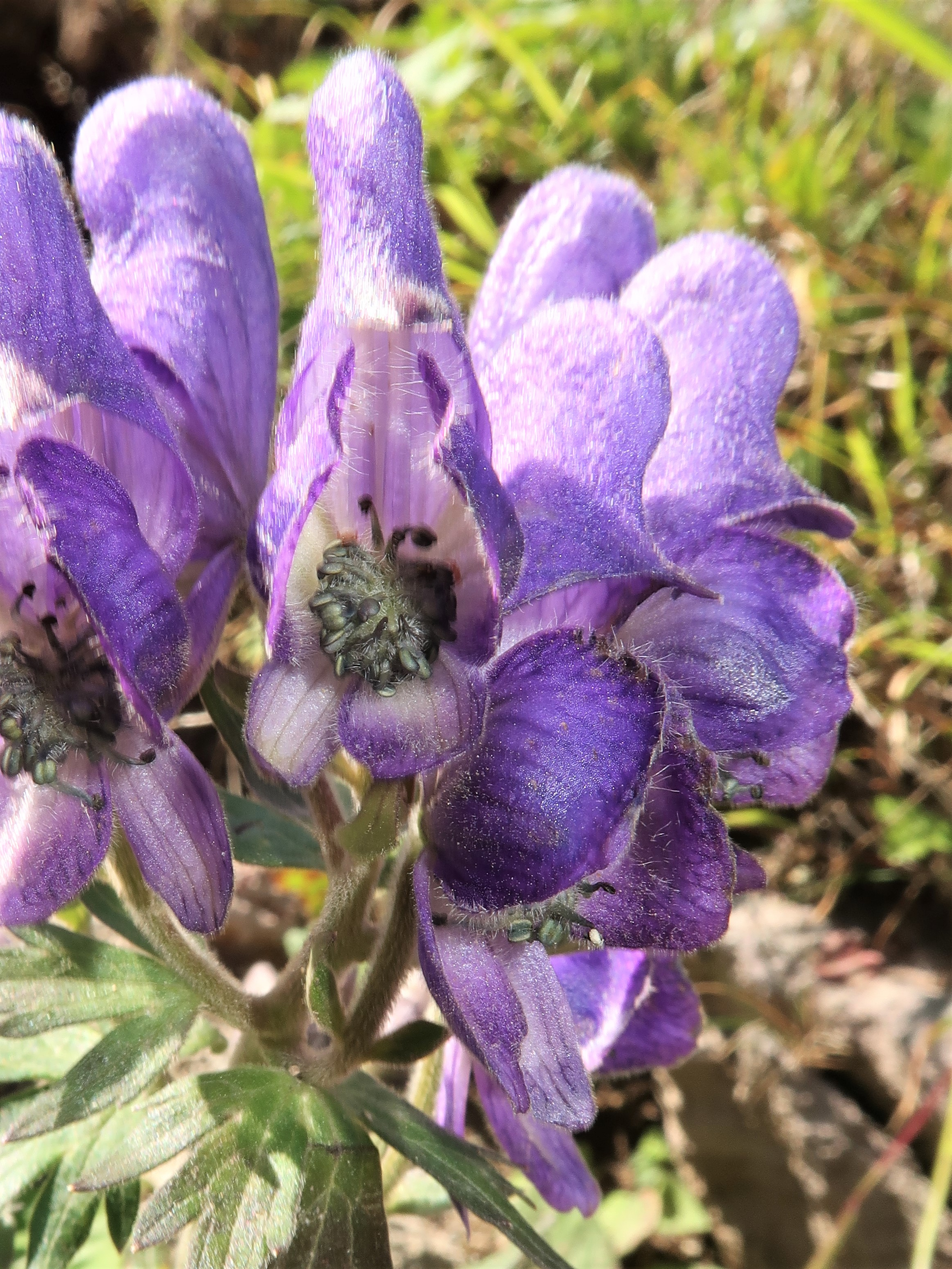
花弁にみえるのは萼片で、上萼片1個、側萼片2個、下萼片2個の5個で構成される。萼片の外面、内面、縁に開出毛が生える。雄蕊は多数あり、開出毛が密生する。 日光白根山（2018年8月上旬）。
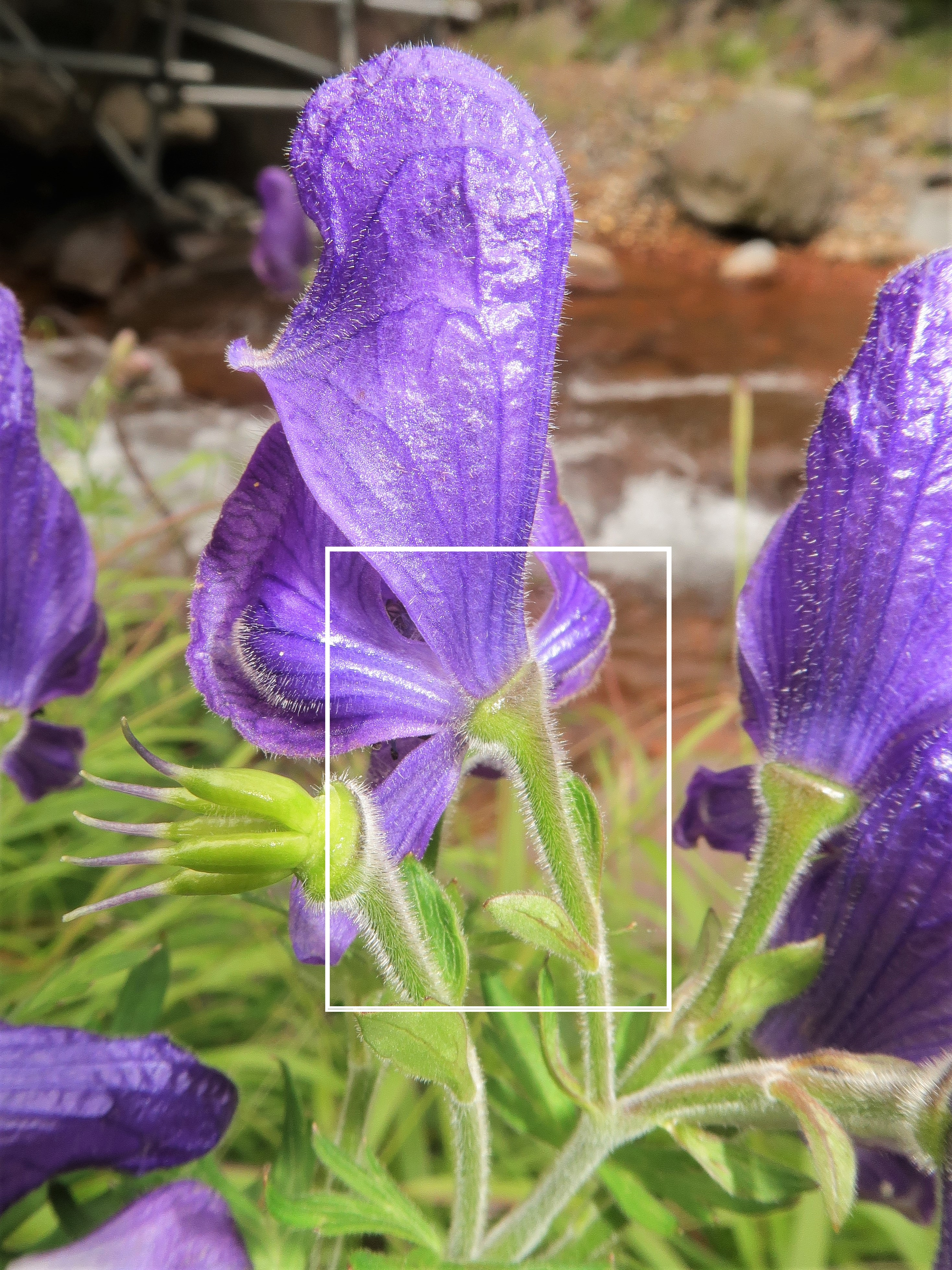
前方の嘴はやや長くとがる。白色の四角形を右写真に拡大。 八ヶ岳（2022年8月上旬）
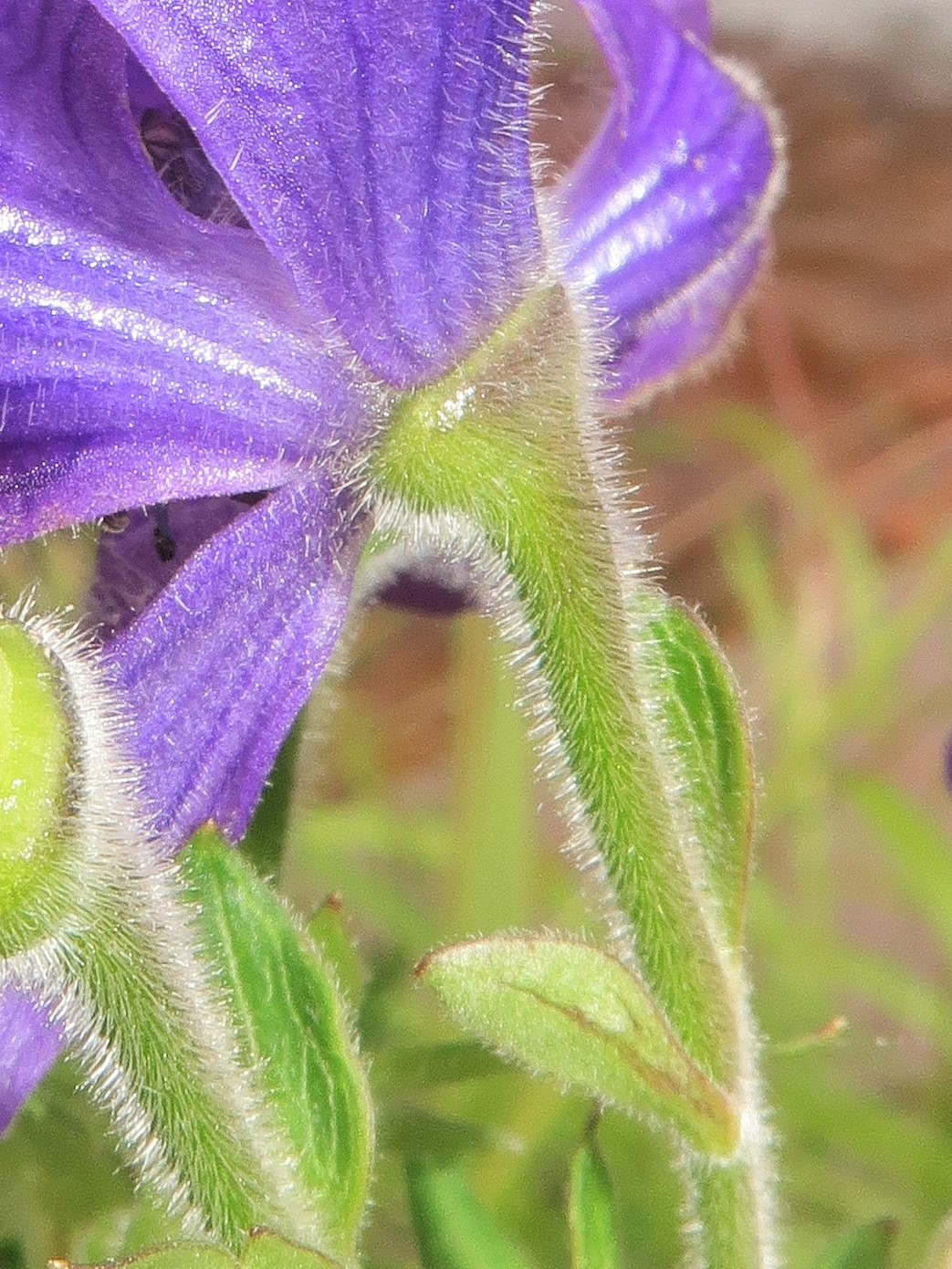
左の白色の四角形の拡大。花柄の全体に開出毛が生え、上部には腺毛が混じる。 八ヶ岳（2022年8月上旬）
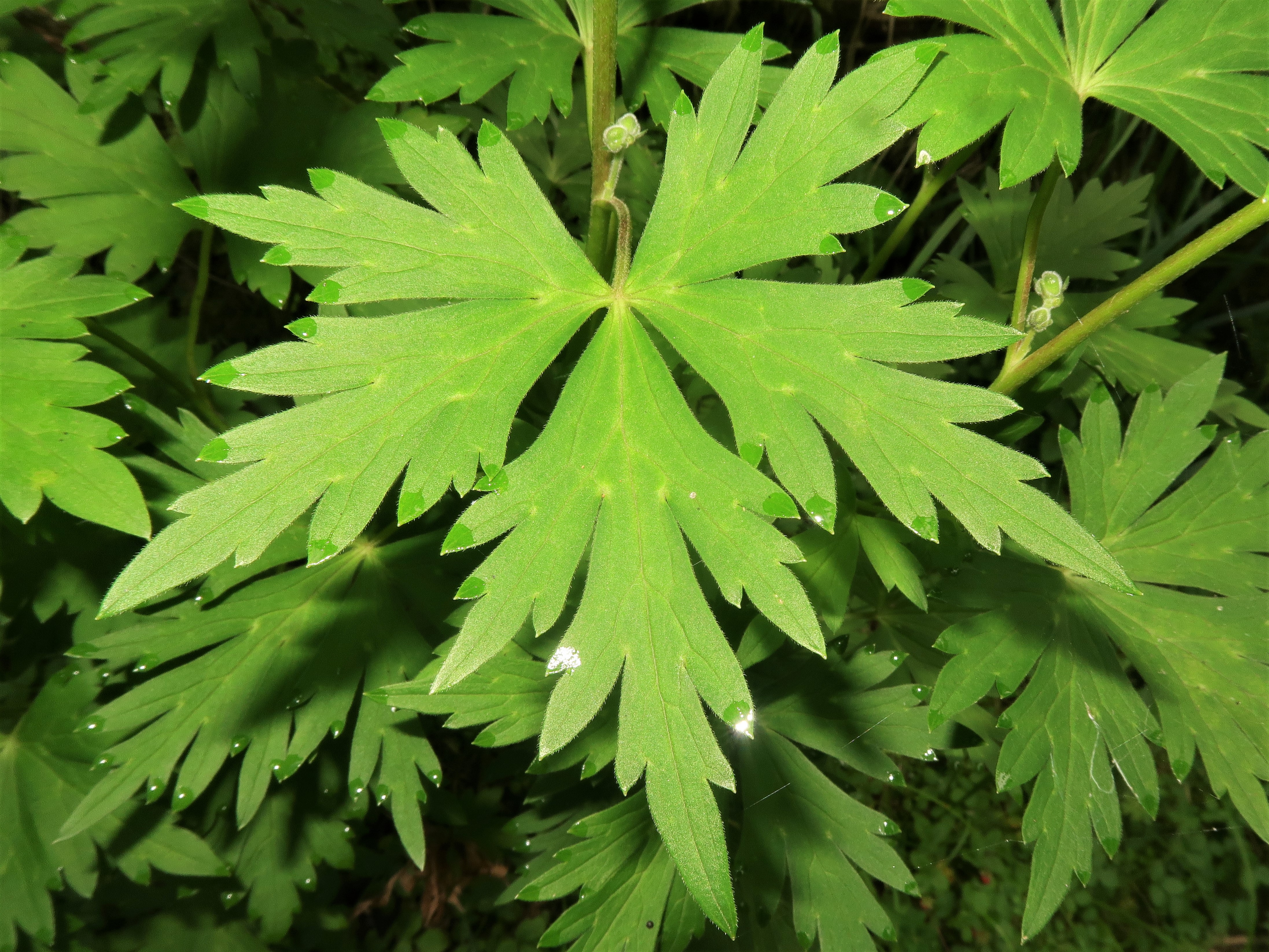
中部の茎葉の葉柄はふつう屈毛が生え、葉身は腎円形で、3つに中裂～深裂し、裂片はさらに羽状に深裂する。 八ヶ岳（2022年8月上旬）
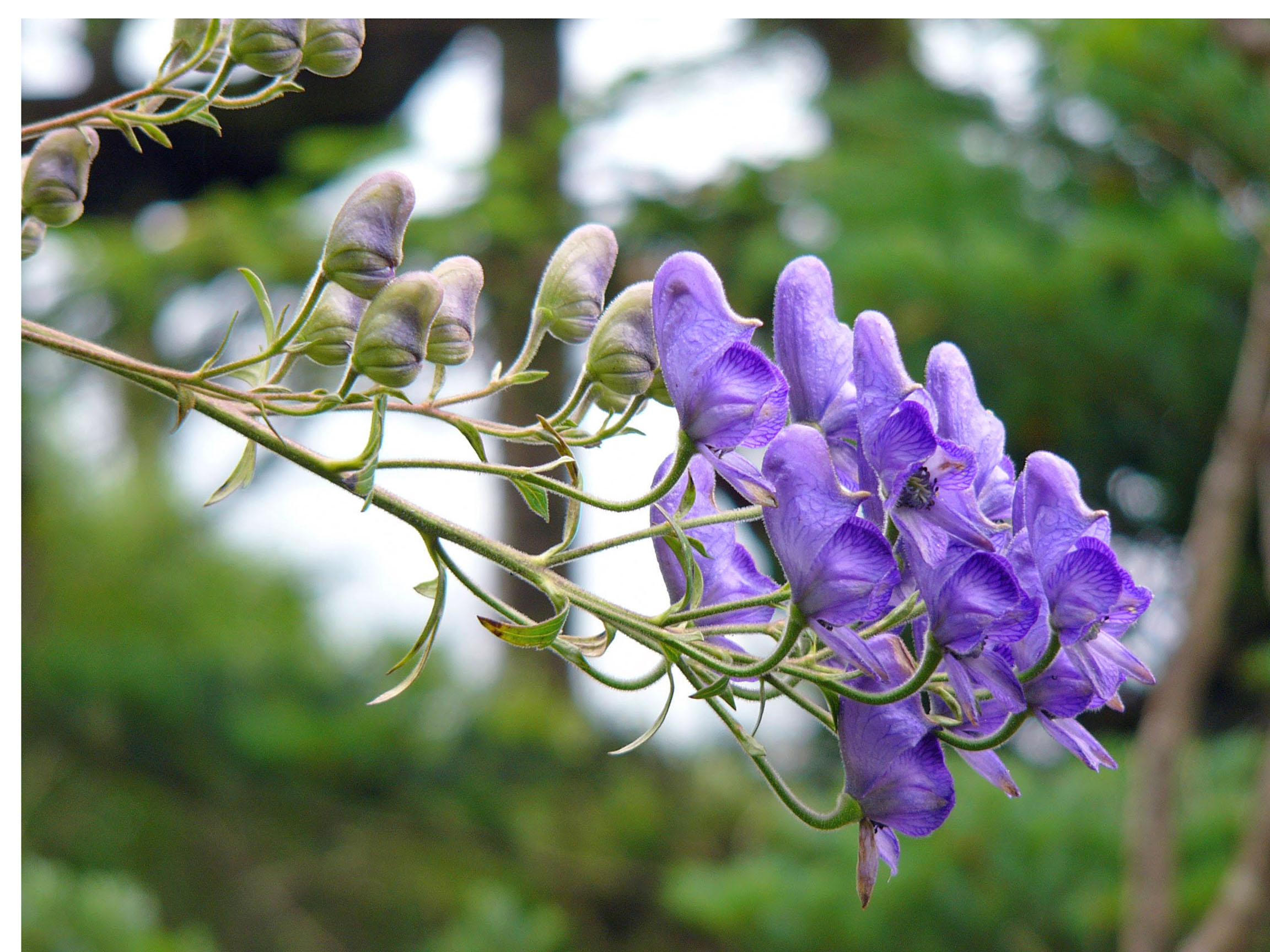
林内や林縁に生えるときは、茎は斜上し先端は垂れる。 赤石山脈聖岳登山道（2005年9月）。

## 下位分類
次の下位分類は、各シノニムが示すとおり、中井猛之進 (1953, 1928) が記載した当時は独立種として扱われていた。その後、門田裕一 (1982, 1987) の研究により、ホソバトリカブトの変種、亜種として整理された。

### オオサワトリカブト
オオサワトリカブト（大沢鳥兜） Aconitum senanense Nakai subsp. senanense var. isidzukae (Nakai) Kadota (1982)（シノニム：Aconitum isidzukae Nakai (1953)）- ホソバトリカブトの変種。茎の高さは15-50cmになる。茎が低いわりには分枝が多く、花数が多い。葉は径3-8cmになり、3深裂し、裂片は深く切れ込む。葉裏に生える毛は開出する。上萼片は基本種に比べて背が高く、僧帽状円錐形になり、高さ10-17mm、前方の嘴は短い。花弁の距が太く長く、360度近くまで屈曲する。ふつう雄蕊に毛が生えるが、無毛のものもあり、変異の幅が広い。袋果に斜上毛が生える。富士山の特産で、高山帯から亜高山帯の草地やダケカンバ-ミヤマハンノキの疎林の林内や林縁に生育する。タイプ標本の採集地は富士山大沢、変種名 isidzukae は、1936年にタイプ標本を採集した山梨県の博物学者、石塚末吉への献名である。
絶滅危惧IA類 (CR)（環境省レッドリスト）
（2020年、環境省）

### ヤチトリカブト
ヤチトリカブト（谷地鳥兜）Aconitum senanense Nakai subsp. paludicola (Nakai) Kadota (1987)（シノニム：Aconitum paludicola Nakai (1928) ）- ホソバトリカブトの亜種。別名、イオウザワトリカブト。茎は直立するか斜上して先は湾曲し、高さまたは長さは60-200cmになる。葉は3中裂から3深裂する。花序は散房状から円錐状につき、花柄は茎に対して開出し、全体に開出毛が密生し、かぶと状になる上萼片は舟形から円錐形になり、前方の嘴はやや長くとがる。雄蕊は無毛かまばらに毛が生える。本州中部地方の日本海側の鳥甲山、志賀高原、雨飾山および飛騨山脈に分布し、高山帯から山地帯の草原、林縁、林内に生育する。和名ヤチトリカブトは、「谷地鳥兜」の意で、タイプ標本の採集地が、長野県上高地の梓川沿いの湿潤地であったことからであるが、本亜種は湿地性というわけではなく、むしろ上高地を囲む穂高岳や常念岳などの高山帯の稜線部の草地にふつうに見られる。沢地形に沿って上高地まで降りてきたものと考えられるという。亜種名 paludicola は「沼地に住む」の意味。

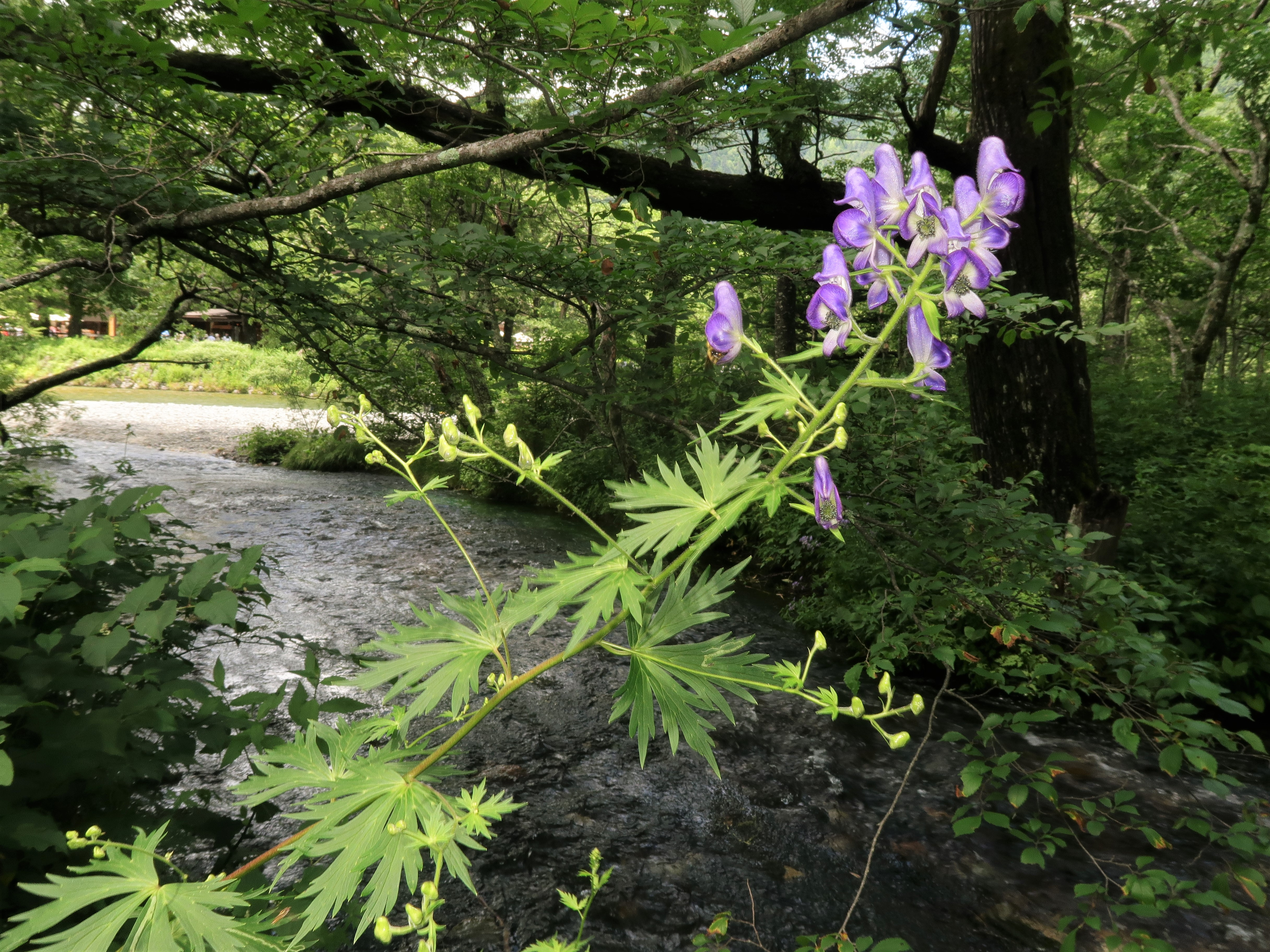
上高地（2022年7月中旬）
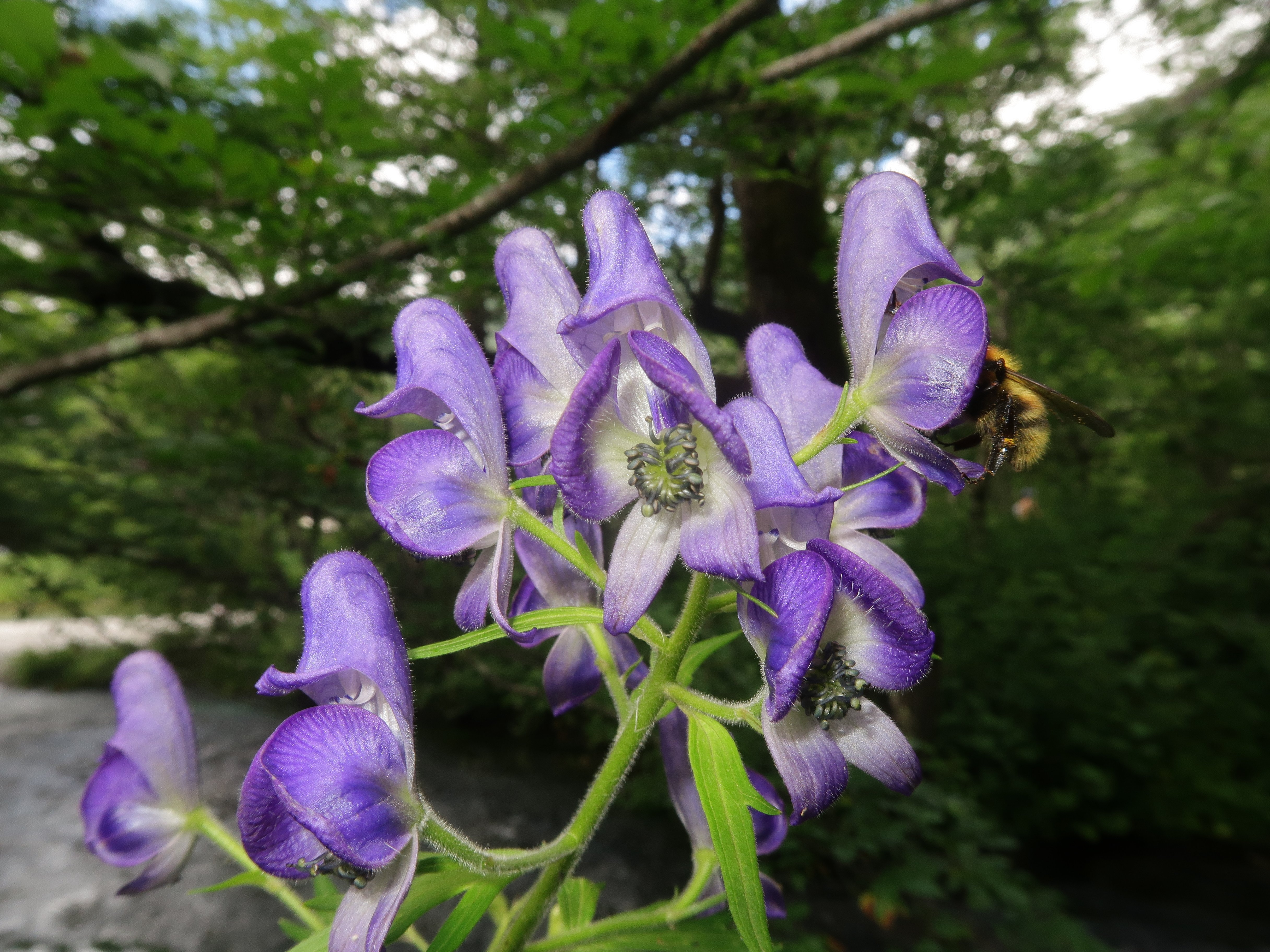
かぶと状になる上萼片は舟形から円錐形になり、前方の嘴はやや長くとがる。雄蕊は無毛かまばらに毛が生える。
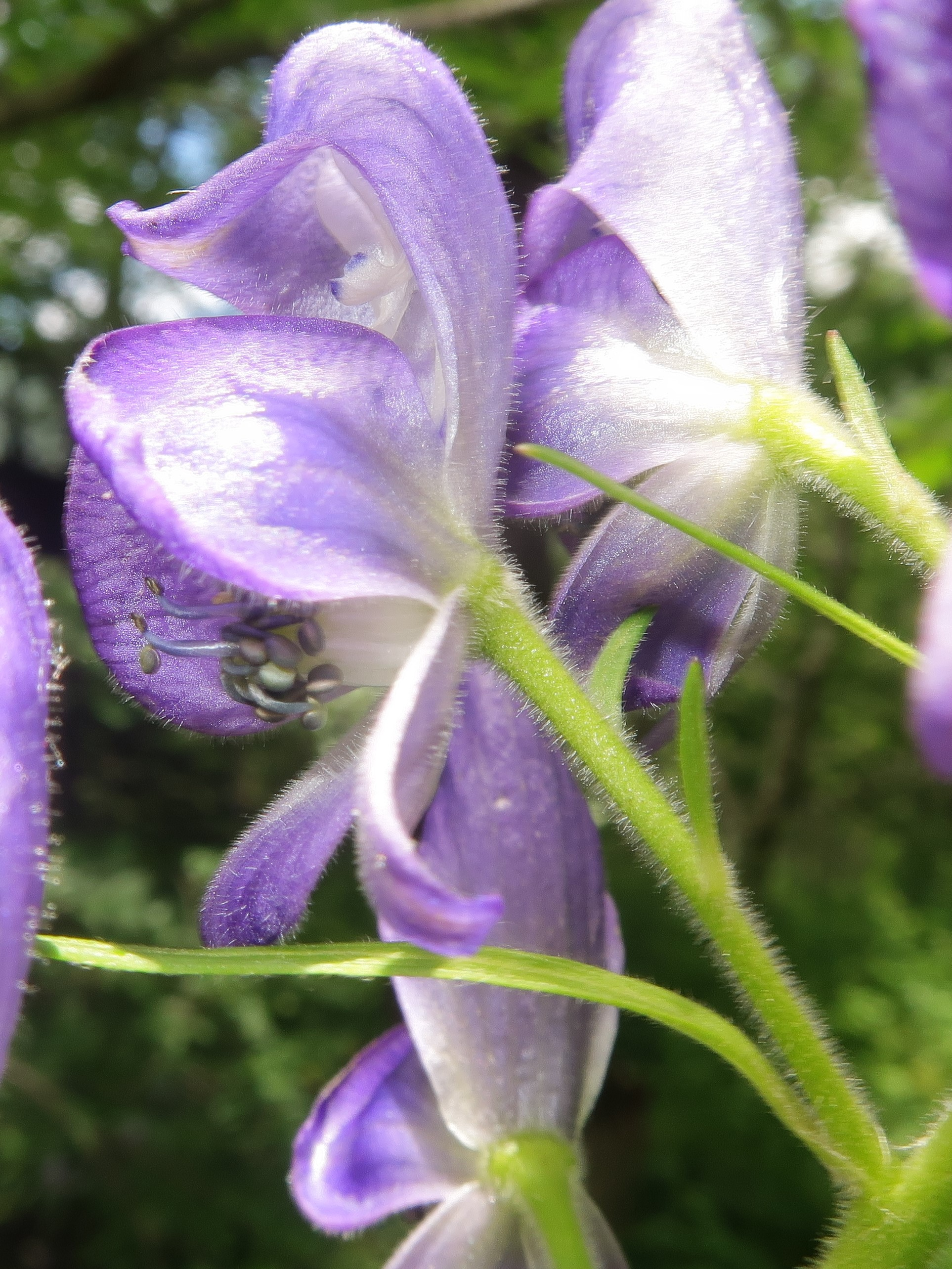
花柄に開出毛と腺毛が生える。
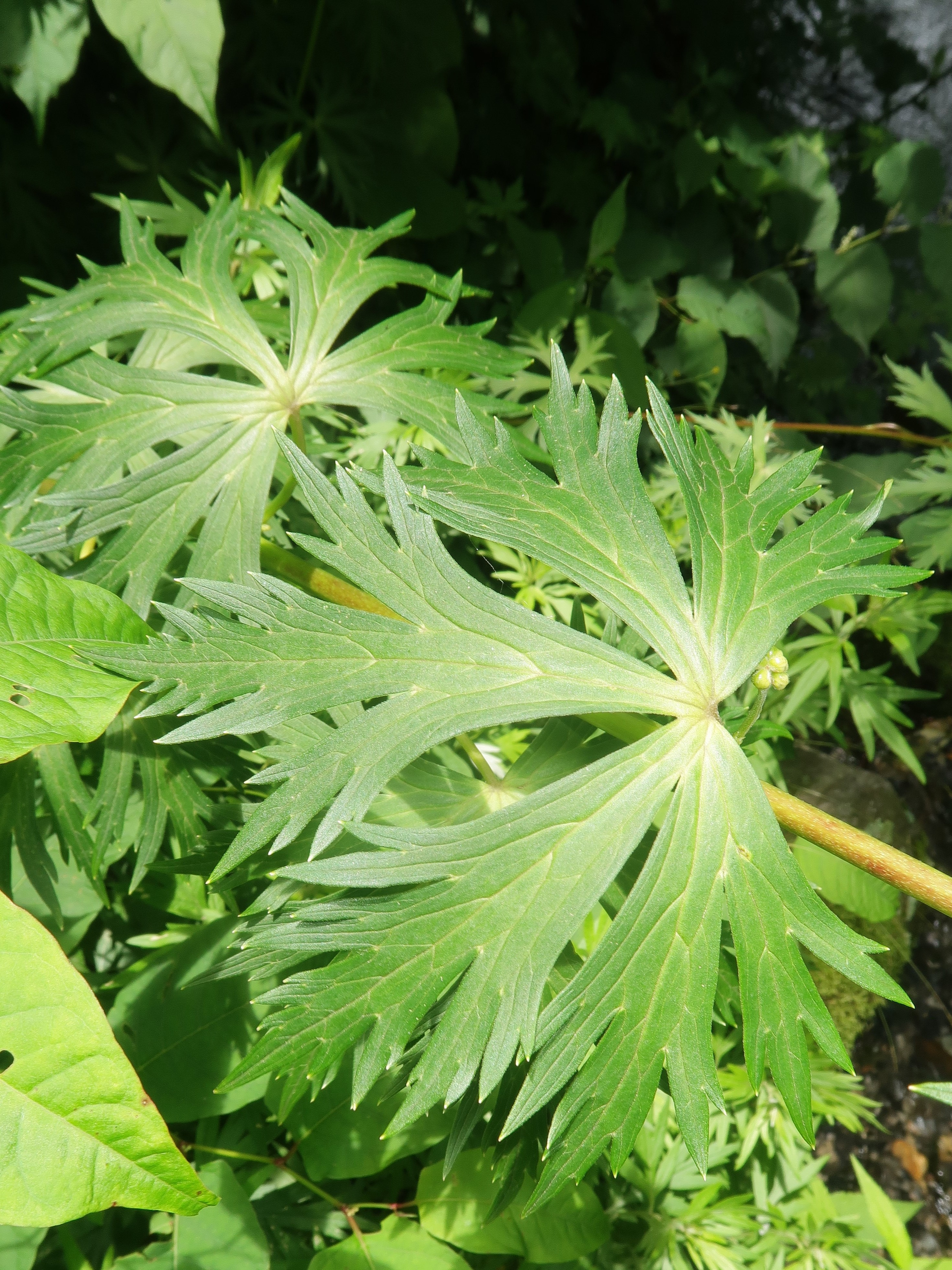
この個体の葉は3深裂している。